# Szczawnica

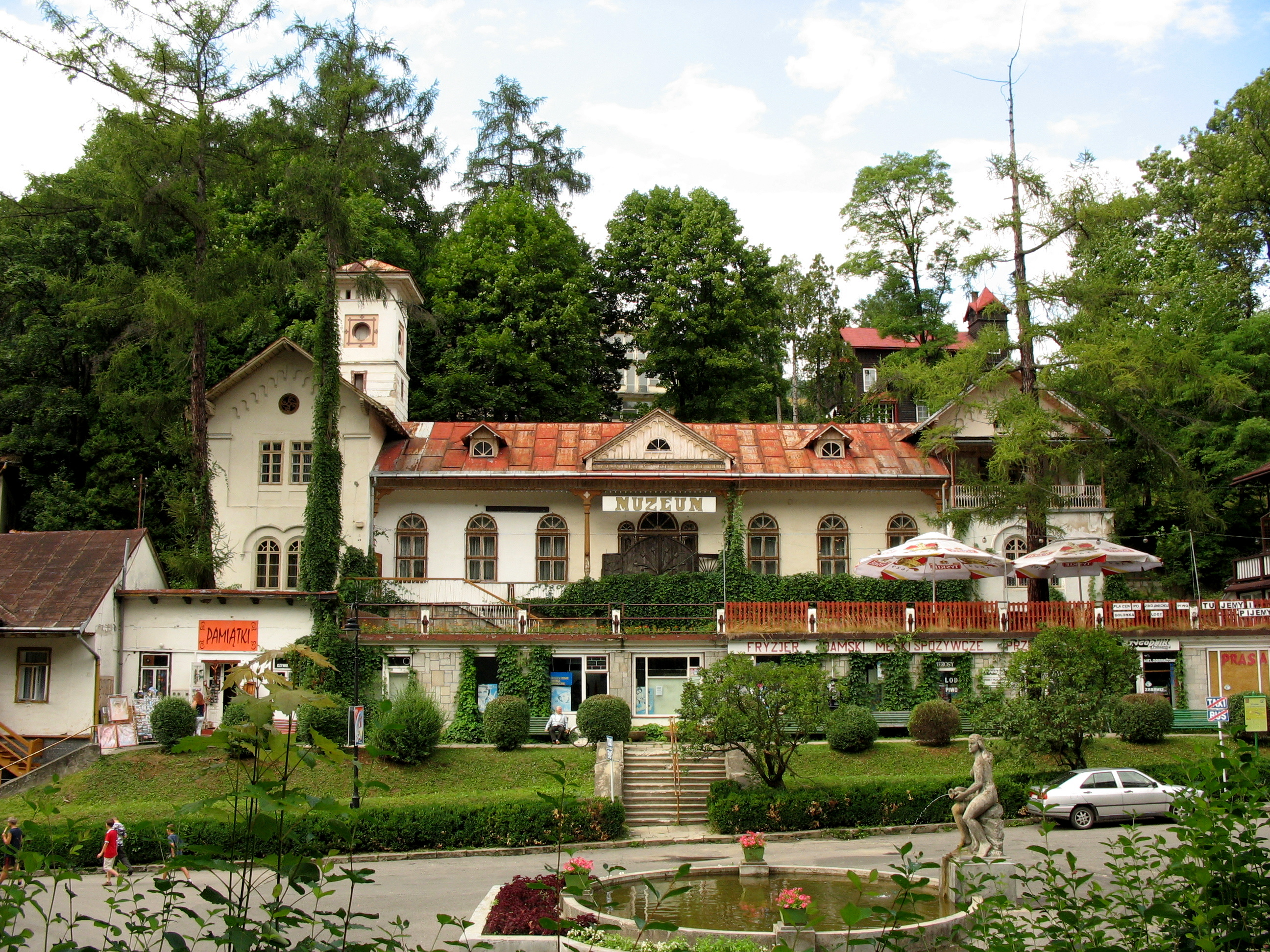
Szczawnica, Willa Pałac

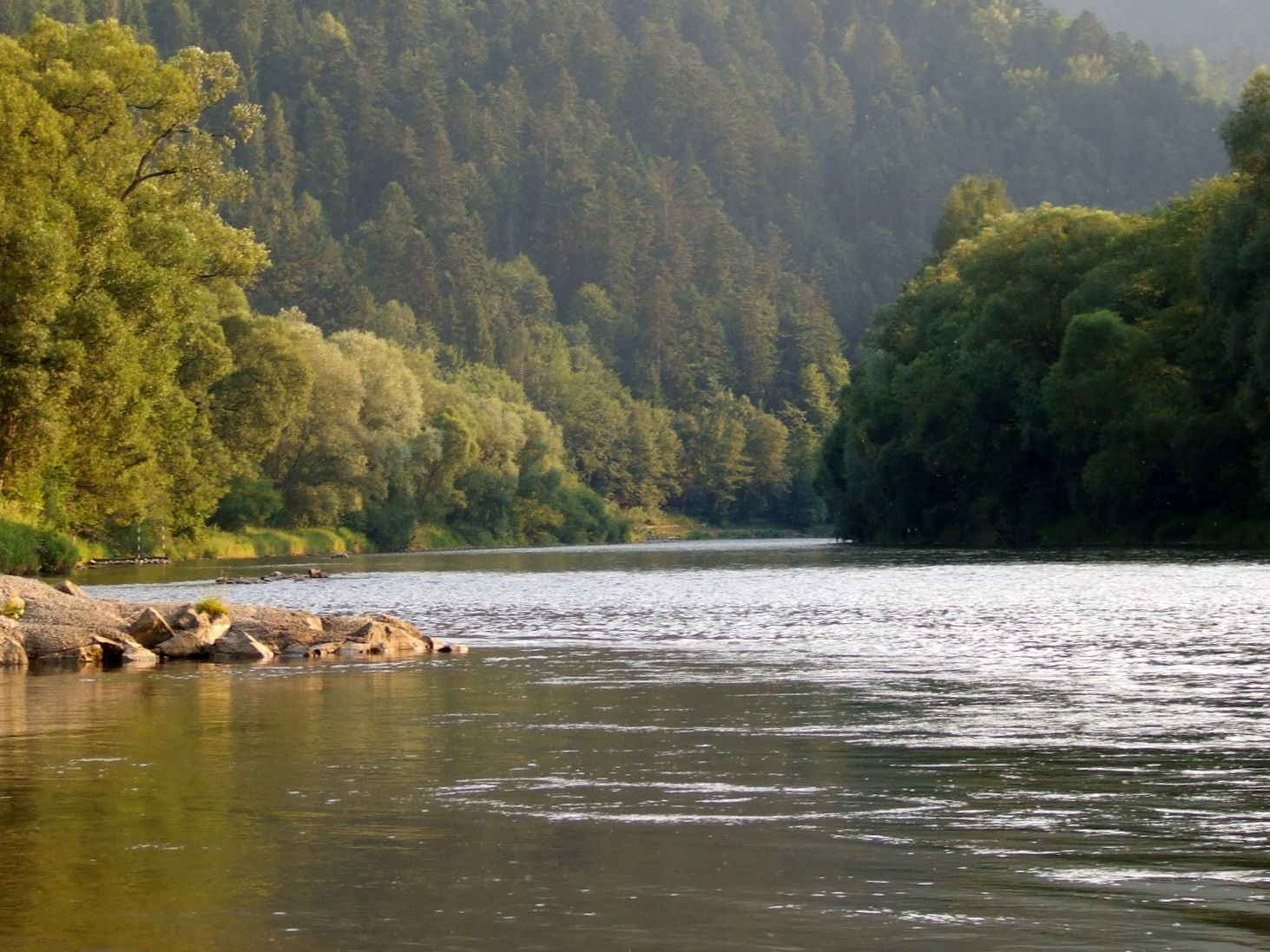
Dunajec în Szczawnica

Szczawnica este un oraș în județul Nowy Targ, Voievodatul Polonia Mică, cu o populație de 6.022 locuitori (2010) în sudul Poloniei.
Szczawnica este o stațiune cunoscută încă din secolul al XIX-lea. Datorită prezenței izvoarelor alcaline și condițiilor climatice favorabile, multe boli respiratorii și ale tractului digestiv sunt tratate acolo.
În 2005, stațiunea populară a fost returnată oficial guvernul polonez  proprietarilor de dinainte de război - contele din familia Stadnicki.
Centrul balneo-climateric are aproape două sute de ani de istorie. Ultimul său proprietar privat a fost contele Adam Stadnicki, al cărui nepot - Andrzej Mańkowski - este fondatorul noului muzeu Uzdrowiskowe în centrul Szczawnica, pe piața Dietl (2009). Muzeul stațiunii Szczawnica își propune să prezinte mai mult de 350 de tipuri diferite de artefacte asociate cu terapia locale, documente de arhivă, desene, planuri de clădiri, fotografii vechi, cărți poștale și cărți.
Szczawnica are multe trasee de schi de zăpadă și pârtii. Cel mai lung (2 km) la Palenica, este dotat cu un telescaun de 4 persoane cu corpuri de iluminat și o capacitate de 2.200 de persoane pe oră. Acesta este operat de către o agenție de stat.

## Orașe înfrățite
- Germania - Perleberg
- Ungaria - Harkány
- Slovacia - Biała Spiska
- Slovacia - Lesnica
- Italia - Oliveto Citra
- Ucraina - Chmielnik